# 120 (nombre)
Pour les articles homonymes, voir 120 (homonymie).
120 (cent vingt) est l'entier naturel qui suit 119 et qui précède 121. En français, en tout cas jusqu'au XVIIe siècle, 120 était également écrit six-vingt(s), sur le même modèle que quatre-vingts.

## En mathématiques
Cent-vingt est :
- un nombre hautement composé, et la factorielle de 5,
- le 10e nombre superabondant,
- la somme d'une paire de nombres premiers jumeaux (59 + 61),
- la somme de quatre nombres premiers consécutifs (23 + 29 + 31 + 37),
- le plus petit nombre à apparaître six fois dans le triangle de Pascal,
- un nombre Harshad,
- un nombre intouchable,
- un nombre hautement  brésilien, c'est également le plus petit nombre à être sept fois  brésilien (ou 7-brésilien) avec 120 = AA11 = 8814 = 6619 = 5523 = 4429 = 3339 = 2259, où A est le symbole représentant l'entier 10 en base 11,
- le 15e nombre triangulaire donc le 8e nombre hexagonal,
- la somme des huit premiers nombres triangulaires, ce qui en fait le 8e nombre tétraédrique.

Ce nombre est divisible par le nombre de nombres premiers inférieurs à lui (30 aussi).
Cent-vingt figure, dans le problème diophantien modifié par Fermat, comme le plus grand entier connu de la suite commençant par 1, 3, 8, 120. Fermat voulait trouver un autre entier positif qui, multiplié par n'importe quel nombre précédent de la suite, fournisse un nombre de la forme n2 – 1 (en 1969, Baker et Davenport ont démontré qu'il n'existe pas de tel quintuple diophantien pour ce quadruplet). Euler chercha aussi un tel nombre mais trouva seulement un nombre rationnel qui réunit les autres conditions : 777 480 / 2 8792.
Les angles internes d'un hexagone régulier sont tous de 120 degrés.

## Dans d'autres domaines
Cent-vingt est aussi :
- un format de pellicule photographique intermédiaire introduit par Kodak en 1901 et toujours en usage actuellement,
- en astrologie, lorsque deux planètes dans le thème d'une personne sont à 120 degrés l'une de l'autre, ceci est appelé un trine (?). Ceci est supposé apporter de la chance dans la vie de la personne,
- la désignation de certaines routes secondaires de l'Interstate 20, aux États-Unis,
- le numéro du colorant alimentaire naturel E120 (rouge) appelé cochenille (Acide carminique),
- la vitesse autorisée maximale, exprimée en kilomètres par heure, sur autoroute, dans certains pays (Belgique, Suisse…),
- l'inachevé Les 120 Journées de Sodome du marquis de Sade,
- Salò ou les 120 Journées de Sodome, film de Pasolini,
- 120 battements par minute, film dramatique français coécrit et réalisé par Robin Campillo, sorti en 2017,
- 120 minutes pour sauver le monde, roman publié à l'origine en 1958 sous le titre Two Hours to Doom (rebaptisé Red Alert), de l’écrivain Peter George portant sur le déclenchement d’une guerre nucléaire,
- 120, rue de la Gare, roman policier français de Léo Malet, paru en 1943 aux éditions S.E.P.E. Il s’agit du tout premier roman de la série ayant pour héros le détective Nestor Burma.